# Habash
Habash o Habasha (literalment "recollir") és el nom amb què els àrabs designaven als habitants d'Etiòpia i al propi territori (i fins i tot a vegades a les regions properes de la Banya d'Àfrica. És equivalent a abissini. Inicialment es va donar el nom d'habash als habitants de regions on es recollia encens, especialment a Mahra i als habitants de Somàlia i Etiòpia. De la paraula Habash deriven:
- La província otomana d'Habesh
- Ababish, plural d'Habash, que vol dir abissinis; també s'aplicava a una banda d'homes de diferents tribus (derivant en aquest cas d'uhbush o uhbusha)
- Habashat, nom donat al nucli central del regne d'Axum i als habitants del regne axumita, pels sabeus. També es donava aquest nom a una tribu d'Aràbia del sud (possiblement els abasenou esmentats per Esteve de Bizanci); una teoria diu que habitaven a Mahra i foren derrotats pels hadramautis, emigrant a Àfrica on haurien estat els fundadors del regne d'Axum. Una segona teoria, al contrari, diu que vivien a Axum i van emigrar a Mahra.
- Habshis, comunitats africanes a l'Índia